# Fall (1997)
Fall ist ein US-amerikanischer Liebesfilm aus dem Jahr 1997. Regie führte Eric Schaeffer, der auch das Drehbuch schrieb, den Film mitproduzierte und die Hauptrolle übernahm.
Im Jahr 2011 veröffentlichte Schaeffer eine Fortsetzung mit dem Titel After Fall, Winter.

## Handlung
Michael Shiver, ein Taxifahrer in New York City, befördert das Supermodel Sarah Easton und kommt mit ihr ins Gespräch. Die beiden treffen sich noch mehrmals und beginnen eine Affäre. In der Beziehung zwischen Sarah und ihrem Ehemann Philippe kriselt es, doch sie möchte die Beziehung nicht aufgeben. Shiver gesteht ihr, dass er früher einmal ein berühmter Schriftsteller war, dieses Leben aber für ihn nichts mehr bedeute. Er schenkt ihr noch ein Buch von ihm. Nachdem Shiver ihr bis nach Paris gefolgt ist, weist sie ihn zurück und bleibt bei ihrem Ehemann.

## Kritiken
Lawrence Van Gelder bezeichnete den Film in der New York Times vom 20. Juni 1997 als eine „narzisstische“ romantische Komödie. Er biete „ungehemmte“ Dialoge und ansprechende Bilder von Upper West Side. Die dramaturgische Spannung fehle ihm.

## Hintergründe
Der Film wurde in New York City und in Paris gedreht. Seine Produktionskosten betrugen schätzungsweise eine Million US-Dollar. Als kleines Mädchen hat Scarlett Johansson einen Kurzauftritt.